# Lasioderma bubalus
Lasioderma bubalus is een keversoort uit de familie klopkevers (Anobiidae). De wetenschappelijke naam van de soort is voor het eerst geldig gepubliceerd in 1860 door bubalus Fairmaire.